# NF-Board
NF-Board (Nouvelle Fédération-Board, New Federation Board) — організація, заснована 2003 року, яка об'єднує збірні країн (переважно невизнаних), які офіційно не входять до складу ФІФА.
Найпрестижнішим турніром є VIVA World Cup — чемпіонат світу серед невизнаних країн.

## Члени

### Африка
- Західна Сахара
- Занзібар
- Сомаліленд
- Південний Камерун
- Масаї
- Касаманса (регіон Сенегалу)

### Європа
- Лапландія
- Ічкерія
- Південна Саксонія
- Республіка Согес самовизнана держава на сході Франції (аналог — Себорга)
- Окситанія
- Сіландія
- Рієка
- Валлонія
- Гоцо
- Паданія

### Азія
- Західне Папуа
- Південне Молукку
- Північний Кіпр
- Тибет
- Чагос

### Океанія
- Кірибаті
- Острів Пасхи
- Яп

### Північна Америка
- Гренландія

### Колишні
- Монако (2003—2010)